# Red Island, Newfoundland
Red Island är en ö i Kanada.   Den ligger i provinsen Newfoundland och Labrador, i den östra delen av landet, 1 700 km öster om huvudstaden Ottawa. Arean är 23,4 kvadratkilometer.
Terrängen på Red Island är lite kuperad. Öns högsta punkt är 263 meter över havet. Den sträcker sig 7,0 kilometer i nord-sydlig riktning, och 5,6 kilometer i öst-västlig riktning.
I omgivningarna runt Red Island växer i huvudsak blandskog.